# مردان سبز کوچک (جنگ روسیه و اوکراین)

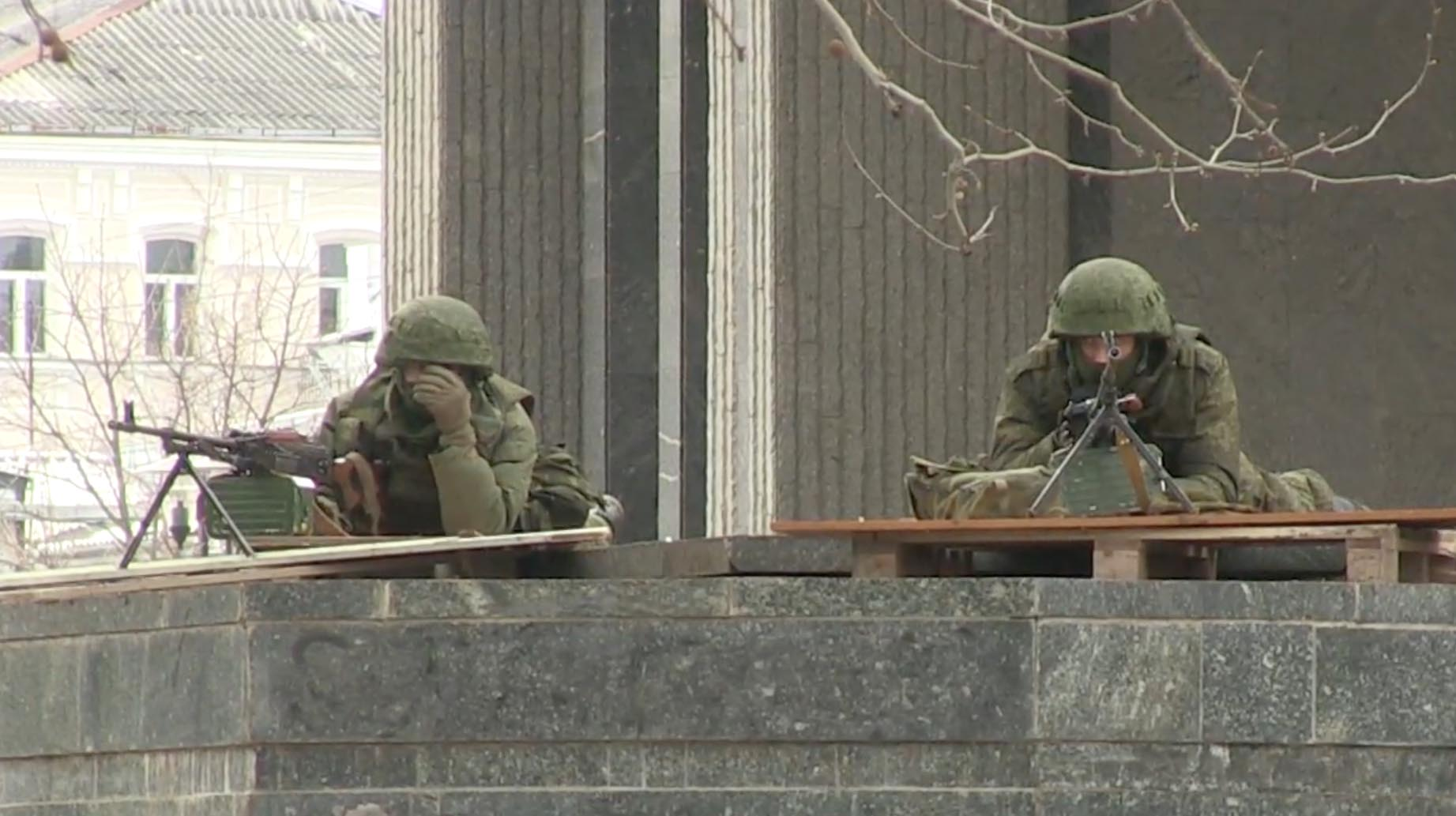
مردان نقابدار بر روی ساختمان ورخونا رادا جمهوری خودمختار کریمه در جریان تصرف کریمه، ۲۷ فوریه ۲۰۱۴

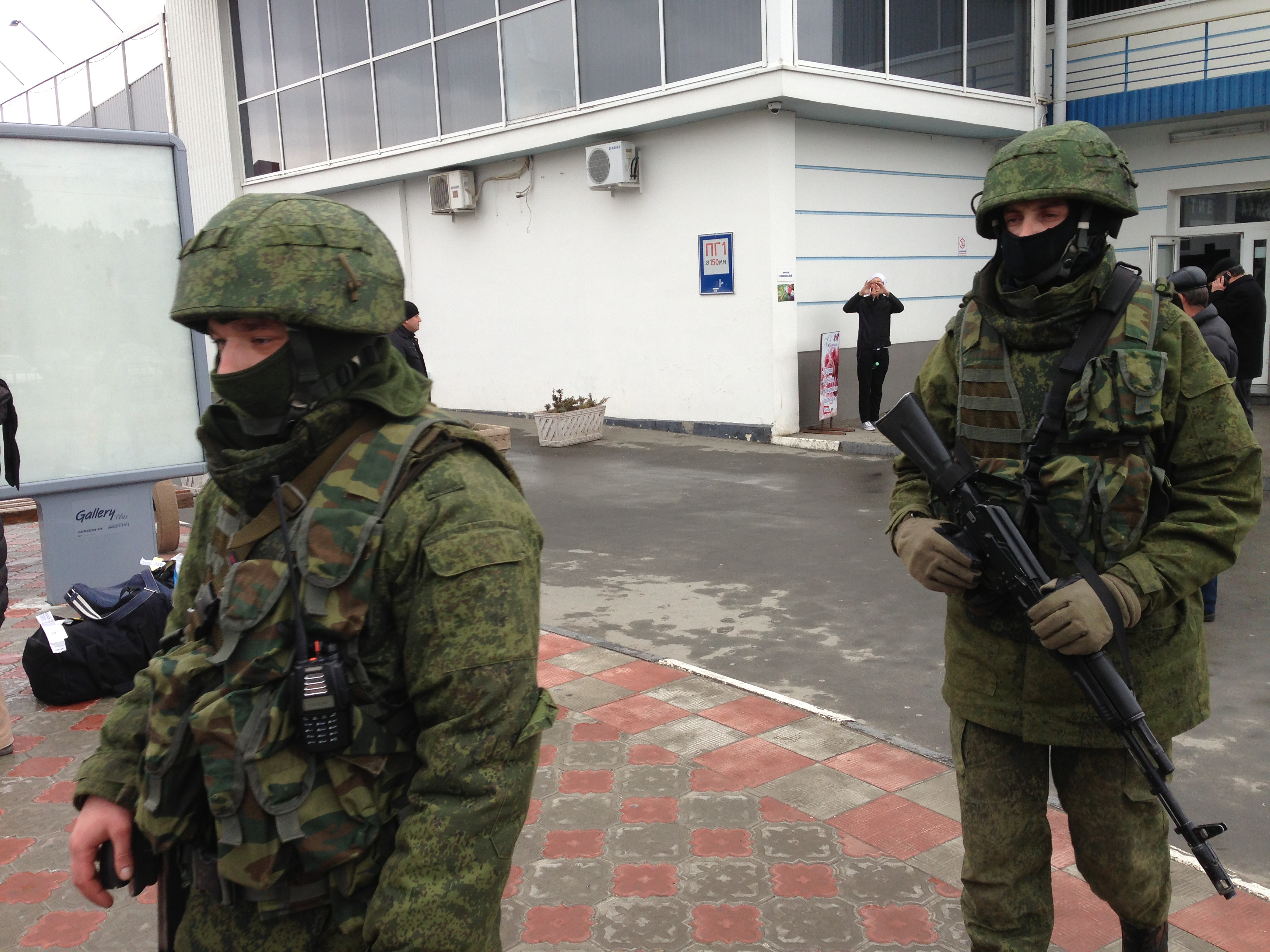
مردان مسلح بدون نشان (به اصطلاح "مردان سبز کوچک") در فرودگاه سیمفروپول، ۲۸ فوریه ۲۰۱۴

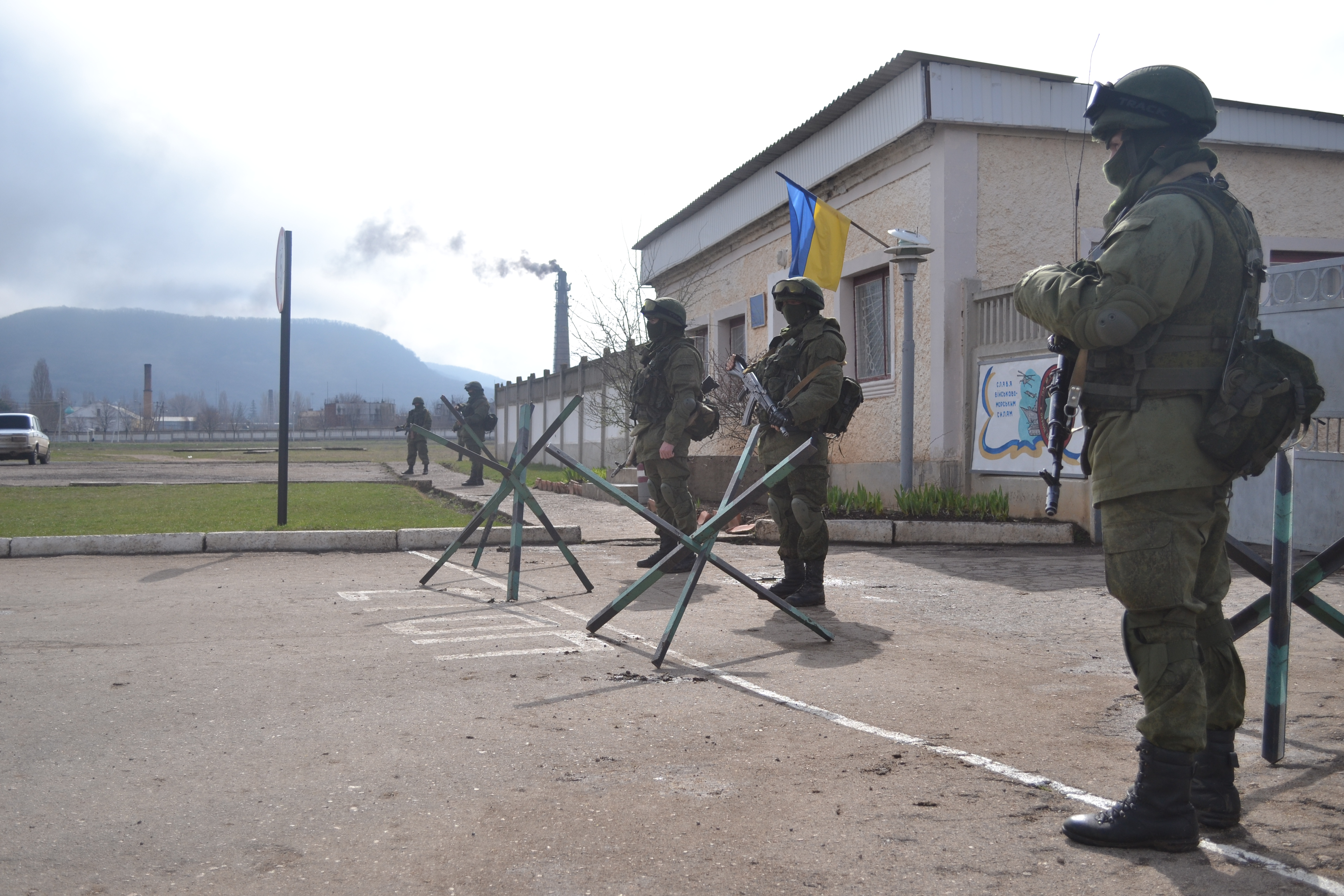
"مردان سبز کوچک" مسلح به آکا-۷۴ام در حال محاصره پایگاه نظامی پرِ وانله در ۲۵ کیلومتری جنوب سیمفروپول، ۹ مارس ۲۰۱۴

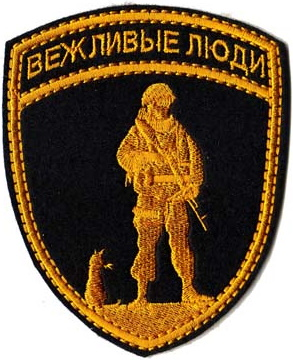
نشان روحیه روسی "مردم مودب"

عبارت "مردان سبز کوچک" (روسی: зелёные человечки; اوکراینی: зелені чоловічки، آوانگاری: zeleni cholovichky; لهستانی: zielone ludziki) به سربازان نقابدار فدراسیون روسیه که یونیفرم‌های سبز رنگ و بدون نشان پوشیده و سلاح‌ها و تجهیزات نظامی مدرن ساخت روسیه را حمل می‌کردند اشاره دارد. آنها در جریان جنگ روسیه و اوکراین در سال ۲۰۱۴ ظاهر شدند.
این اصطلاح برای اولین بار در زمان الحاق کریمه به فدراسیون روسیه که از اواخر فوریه تا مارس ۲۰۱۴ به طول انجامید به وجود آمد. این نیروها فرودگاه بین‌المللی سیمفروپول، بیشتر پایگاه‌های نظامی کریمه و پارلمان کریمه را اشغال و محاصره کردند. این اصطلاح همچنین گاهی اوقات برای اشاره به سربازان روسی حاضر در جنگ دونباس استفاده می‌شود، چرا که کرملین دخالت رسمی یا حضور نیروهای خود در این منطقه را انکار می‌کرد. این نیروها لباس‌های بدون نشان می‌پوشیدند یا خود را به شکل جدایی طلبان طرفدار روسیه درمی‌آوردند.
رسانه‌های روسی به دلیل رفتار خوب آنان و عدم مداخله در زندگی غیرنظامیان به آنها لقب" مردم مودب" (روسی: вежливые люди) را دادند.
فدراسیون روسیه در ابتدا انکار کرد که این افراد جزو نیروهای نظامی روسیه هستند، اما در ۱۷ آوریل ۲۰۱۴، رئیس‌جمهور روسیه، ولادیمیر پوتین، حضور ارتش روسیه در کریمه را تأیید کرد. علاوه بر این، منابع متعدد، از جمله رسانه‌های دولتی روسیه، تأیید کردند که «مردان سبز کوچک» ترکیبی از نیروهای عملیات ویژه و واحدهای مختلف اسپتسناز اداره اصلی اطلاعات (Spetsnaz GRU) بوده‌اند. احتمالاً چتربازان تیپ ۴۵ گارد اسپتسناز از واحد هوابرد روسیه و گروه واگنر جزو این گروه بوده باشند. دولت روسیه مداوماً هرگونه ارتباط با این نیروها را رد می‌کرد اما ملیت آنها اینگونه نبود. الکساندر بورودای، نخست‌وزیر جمهوری خودخوانده مردم دونتسک، اظهار داشت که ۵۰۰۰۰ شهروند روس تا اوت ۲۰۱۵ در دونباس جنگیده‌اند، او سپس اظهار داشت که آنها باید از امتیازاتی مشابه سایر کهنه سربازان روسیه برخوردار شوند (در حالی او ادعا می‌کند که دولت روسیه هیچ نقشی در ارسال این نیروها به اوکراین ندارد).

## تجزیه و تحلیل سلاح و تجهیزات
در مارس ۲۰۱۴، مجله فنلاندی سوئومن سوتیلاس (به فنلاندی Suomen Sotilas؛ به معنای سرباز فنلاند) با استفاده از عکس‌های گرفته شده از «مردان سبز کوچک» تجزیه و تحلیلی از سلاح‌ها و تجهیزات آنها ارائه داد.
در این مقاله به تعدادی از سلاح‌ها و تجهیزاتی اشاره شده که ادعا می‌شود فقط توسط نیروهای مسلح فدراسیون روسیه استفاده می‌شود:
- لباس رزم با استتار جدید EMR
- جلیقه تاکتیکی جدید 6Sh112 یا 6Sh117
- کلاه کامپوزیت جدید 6B27 ،6B7-1M
- مسلسل‌های جدید ۷٫۶۲ میلی‌متری PKP
- کلاه کامپوزیت 6B26 (که فقط توسط نیروهای هوابرد فدراسیون روسیه استفاده می‌شود)
- جلیقه تاکتیکی 6Sh92-۵ (که فقط توسط نیروهای هوابرد فدراسیون روسیه استفاده می‌شود)
- یونیفرم رزمی Gorka-3 (فقط توسط نیروهای ویژه روسیه و نیروهای کوهستانی استفاده می‌شود)
- جلیقه تاکتیکی Smersh AK/VOG (فقط توسط نیروهای ویژه روسیه استفاده می‌شود)

این مقاله در ادامه به این نتیجه می‌رسد که به احتمال بسیار زیاد این نیروها از اعضای «تیپ ۴۵ گارد اسپتسناز» مستقر در کوبینکا، مسکو هستند.
سایر رسانه‌ها عکسی از یک سرباز روسی بدون نشان و مسلح به اسلحه وینتورز VSS منتشر کردند که به عنوان مدرکی برای استقرار نیروهای ویژه روسیه در کریمه در نظر گرفته شد.

## واکنش رسمی روسیه
در ابتدا، ولادیمیر پوتین، رئیس‌جمهور روسیه اظهار داشت که این افراد سبزپوش جزو نیروهای مسلح روسیه نیستند، بلکه گروهی از شبه‌نظامیان محلی هستند که سلاح‌هایشان را از ارتش اوکراین به غنیمت گرفته‌اند. ژنرال فیلیپ بریدلاو، فرمانده عالی نیروهای متفقین ناتو در اروپا (SACEUR)، گفت که «مردان سبز» در واقع سربازان روسی بوده‌اند.
در مارس ۲۰۱۴، پوتین همچنان مُصر بود که هیچ مداخله از پیش برنامه‌ریزی شده‌ای وجود نداشته‌است او در ادامه افزود «گروه‌های به شدت مسلح و کاملاً هماهنگ که در آغاز تهاجم، فرودگاه‌ها و بنادر کریمه را تصرف کردند - آنها صرفاً «گروه‌های دفاع شخصی» خودجوش بوده‌اند که احتمالاً لباس‌های روسی را از مغازه‌های [نظامی] محلی (ویونتورگ) تهیه کرده بودند.» طبق گفته انجمن صاحبان اسلحه اوکراین، قوانین اوکراین فروش یا حمل سلاح گرم به غیر از سلاح‌های شکاری را مجاز نمی‌داند.
در ۱۷ آوریل ۲۰۱۴، پوتین برای اولین بار علناً اعتراف کرد که نیروهای ویژه روسیه در حوادث کریمه به منظور حفاظت از مردم محلی و ایجاد شرایط برای برگزاری همه‌پرسی دست داشته‌اند. بعداً، او اعتراف کرد که نیروهای مسلح روسیه در جریان این رویدادها، نیروهای مسلح اوکراین در کریمه را محاصره کرده بودند.
سرگئی شویگو، وزیر دفاع روسیه در پاسخ به سؤال حضور نیروهای روسی در کریمه گفت: «در رابطه با اظهارات در مورد استفاده از نیروهای ویژه روسیه در رویدادهای اوکراین، من فقط می‌توانم یک چیز را بگویم - جستجوی یک گربه سیاه در یک اتاق تاریک سخت است، به خصوص اگر در آنجا نباشد.» و به صورت رمزآلود اضافه کرد که جستجوی گربه «احمقانه» خواهد بود اگر گربه «باهوش، شجاع و مؤدب» باشد.
در آوریل ۲۰۱۵ دریاسالار بازنشسته روسیه ایگور کاساتونوف گفت که «مردان سبز کوچک» اعضای واحدهای نیروهای ویژه اسپتسناز روسیه بودند. بر اساس اطلاعات وی، نیروهای روسیه با استفاده از شش فروند هلیکوپتر و سه فروند ایلوشین ایل-۷۶ که حامل ۵۰۰ سرباز بود در کریمه مستقر شدند.